# Oostenrijk op het Eurovisiesongfestival 1991
Oostenrijk nam deel aan het  Eurovisiesongfestival 1991, gehouden  in Rome, Italië. Het was de 30ste deelname van het land aan het festival.

## Selectieprocedure
Net zoals het voorbije jaar koos men ervoor om een nationale finale te organiseren.
Deze vond plaats in Studio Z1 in het ORF-centrum in Wenen.
In totaal deden er 10 acts mee aan deze finale en de winnaar werd gekozen door 50% jury en 50% televoting.

Thomas Forstner deed in 1989 ook al eens mee aan het songfestival en werd toen vijfde.
| Volgorde | Artiest             | Lied                              | Plaats |
| -------- | ------------------- | --------------------------------- | ------ |
| 1        | Alex                | "Zurück Zu Dir"                   | 8      |
| 2        | Erwin Bros          | "Nur Vom Frieden Zu Reden"        | 4      |
| 3        | Natascha            | "Gebt Den Kindern Dieser Welt..." | 10     |
| 4        | Three Girl Madhouse | "1001"                            | 9      |
| 5        | Anita               | "Land In Sicht"                   | 7      |
| 6        | Fresh               | "Spürst Du..."                    | 6      |
| 7        | Tony Wegas          | "Wunder Dieser Welt"              | 2      |
| 8        | Curt Strohm         | "Feuer"                           | 5      |
| 9        | Alex & Elisa        | "Du Und Ich"                      | 3      |
| 10       | Thomas Forstner     | "Venedig im Regen"                | 1      |

## In Rome
Op het festival in Italië moest Oostenrijk aantreden als 6de, na Zwitserland en voor Luxemburg. Na het afsluiten van de stemmen bleek dat Forstner op een 22ste en laatste plaats was geëindigd met 0 punten. Het was de derde keer in de geschiedenis dat Oostenrijk geen enkel punt ontving.
Nederland en België gaven dus ook geen punten aan de Oostenrijkse inzending.

### Gekregen punten

#### Finale
| 12 punten | 10 punten | 8 punten | 7 punten | 6 punten |
| --------- | --------- | -------- | -------- | -------- |
|           |           |          |          |          |
| 5 punten  | 4 punten  | 3 punten | 2 punten | 1 punt   |
|           |           |          |          |          |

### Punten gegeven door Oostenrijk

#### Finale
Punten gegeven in de finale:
| 12 punten | Frankrijk           |
| 10 punten | Zweden              |
| 8 punten  | Zwitserland         |
| 7 punten  | Spanje              |
| 6 punten  | Verenigd Koninkrijk |
| 5 punten  | Luxemburg           |
| 4 punten  | Malta               |
| 3 punten  | België              |
| 2 punten  | Griekenland         |
| 1 punt    | Ierland             |

1957 · 1958 · 1959 · 1960 · 1961 · 1962 · 1963 · 1964 · 1965 · 1966 · 1967 · 1968 · 1969-1970 · 1971 · 1972 · 1973-1975 · 1976 · 1977 · 1978 · 1979 · 1980 · 1981 · 1982 · 1983 · 1984 · 1985 · 1986 · 1987 · 1988 · 1989 · 1990 · 1991 · 1992 · 1993 · 1994 · 1995 · 1996 · 1997 · 1998 · 1999 · 2000 · 2001 · 2002 · 2003 · 2004 · 2005 · 2006 · 2007 · 2008-2010 · 2011 · 2012 · 2013 · 2014 · 2015 · 2016 · 2017 · 2018 · 2019 · 2020 · 2021 · 2022 · 2023 · 2024 · 2025